# Челе ди Сан Вито
Челе ди Сан Вито (итал. Celle di San Vito) је насеље у Италији у округу Фођа, региону Апулија.
Према процени из 2011. у насељу је живело 176 становника. Насеље се налази на надморској висини од 727 м.

## Становништво
Према резултатима пописа становништва 2011. у општини је живело 172 становника.
| 1951. | 1961. | 1971. | 1981. | 1991. | 2001. | 2011. |
| ----- | ----- | ----- | ----- | ----- | ----- | ----- |
| 795   | 641   | 429   | 319   | 297   | 186   | 172   |

## Партнерски градови
- Бари